# 흔들린 아이 증후군
흔들린 아이 증후군(shaken baby syndrome, SBS) 또는 학대성 두개관내 출혈(abusive head trauma, AHT)은 아이들을 난폭적으로 흔드는 아동 학대로 인한 경막하혈종, 망막 출혈, 뇌부종의 특징을 한데 모은 증후군이다. 대부분의 경우 외상에 대한 시각적인 징표는 보이지 않는다. 더 넓은 형태의 아동 학대의 하위 집합이다.

## 역사
1971년, Norman Guthkelch는 경추부염좌가 경막하 공간의 정맥을 찢음으로써 유아의 경막하혈종을 초래할 수 있다고 언급하였다. "whiplash shaken infant syndrome"라는 용어가 1973년 소아과의 방사선 학자 John Caffey 박사에 의해 도입되었다.

## 성인
비슷한 증후군의 사례 보고가 성인에게도 보고되고 있다.